# 三重県道531号宮川停車場線
三重県道531号宮川停車場線（みえけんどう531ごう みやがわていしゃじょうせん）は、三重県伊勢市を通る、かつて存在した一般県道である。

## 概要
伊勢市小俣町本町から伊勢市小俣町元町に至る。
2013年（平成25年）6月28日、三重県告示第428号に基づき同年7月1日をもって廃止された。

### 路線データ
- 起点：伊勢市小俣町本町（JR東海参宮線 宮川駅前）
- 終点：伊勢市小俣町元町（三重県道428号伊勢小俣松阪線交点）
- 総延長：約200 m

## 歴史
- 1893年（明治26年） - 参宮鉄道（現・JR東海参宮線）宮川駅開設にあたり新設される（当時の全長は63 m）。その後、駅の移動により延長215 mとなる[2]。

宮川停車場線が認定される前は、小俣宮川停車場線と称した。
- 1959年（昭和34年）1月25日 - 県道宮川停車場線として認定される[4]。
- 2013年（平成25年）7月1日 - 県道路線としては廃止され、伊勢市に移管される[1]。

## 地理

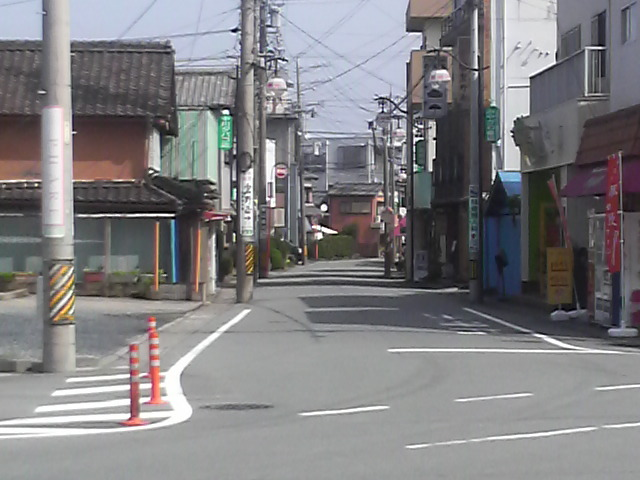
JR東海参宮線 宮川駅前（南側）から見る（2008年10月8日撮影）

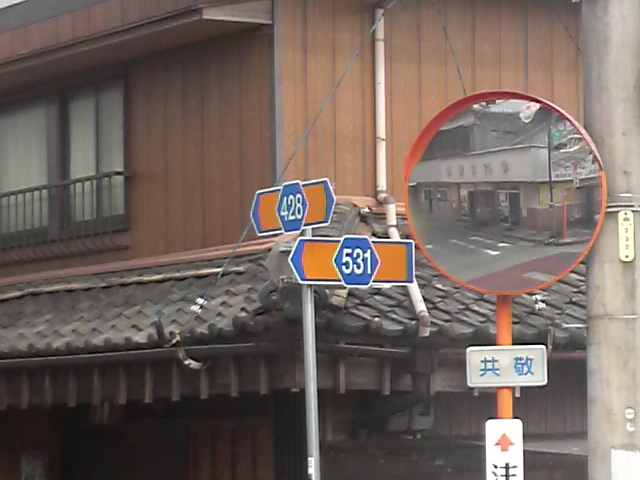
終点にある県道番号標識（2008年10月4日撮影）

### 通過していた自治体
- 三重県
  - 伊勢市

### 交差していた道路
| 交差していた道路            | 交差していた場所 | 交差していた場所 |
| --------------------------- | ---------------- | ---------------- |
| 三重県道428号伊勢小俣松阪線 | 小俣町元町       | 終点             |

### 沿線
- JR東海参宮線 宮川駅
- 宮川駅前商店街